# 少女愛
少女愛（しょうじょあい、英語：girllove）は、少女への愛情である。性的・肉体的な関心に力点を置く場合もあるが、精神的でプラトニックな愛であることを強調する場合もある。
現在の日本では、「ロリコン」の同義語として用いられることが多い。

## 少女愛の意味

### 少女への愛
基本的に少女に向けられる年長者の愛情をさす。少女の範囲について厳密な定義はないが、一般に未成年者である。愛する方はふつう成人男女で、少女愛者（girllover）とよばれる。英語では、児童・思春期の子供を愛する者はchildloverと呼ばれ、少年を愛する者はboylover、少女を愛する者はgirlloverと分けられる。
少女愛は本来的には生身の少女への愛情である。この意味では、本来の基本的な概念としてのロリコンが少女愛に含まれる。ただし、少女愛の主体は男性に限らず女性も含まれ、後者の女性が主体である少女愛は女性少女愛と呼ばれる。対象の少女が11歳以下である場合は、ペドフィリアと重なってくる。思春期前・思春期初期の子供への性愛を示すペドフィリアは、精神医学では米国のDSM-IVに見るとおり、精神病理と規定されている。
少女愛を容認する見地からは、ペドフィリアは異常性愛ではないと積極的に主張して、小児愛（childlove）を肯定する立場の少女愛と、少女愛はペドフィリアとは異なる正常な愛情であり、プラトニックな面を主張する立場がある。しばしば19世紀英国の文学者ルイス・キャロルがプラトニックな少女愛を実践したシンボルとみなされることがある。
歴史的には中世から近現代にいたるまで欧米には少女娼婦が存在したが、他方、プラトニックに少女を天使のような無垢な存在として称える形の少女愛も存在した。イエスを産んだとき、マリアは12歳前後だった。

### 百合としての少女愛
日本の漫画・アニメなどで「百合」と呼ばれる少女同士の愛情は、日本語よりの輸入語「Yuri」「Shoujo-ai」として欧米を中心に広く通用する。なお、現代日本のサブカルチャーでは、年長女性と少女との恋愛を含む関係性を描く創作は「おねロリ」と呼ばれ、百合のサブジャンルとして扱われている。

## 日本における少女愛の用法
日本では少女愛は、性愛を中心とするロリコン概念と同義に使用されることが多かった。幼少女への愛情は、近代日本文学では 川端康成や谷崎潤一郎や志賀直哉や横光利一ら多くの文学者に扱われてきたものの、そこでは少女愛という言葉は使われていない。1980年代前半のいわゆるロリコン・ブームのときに、ロリコン関連の書物で「少女愛」という言葉がはじめて頻繁に用いられるようになった。
1990年代頃から、そのような容認的な雰囲気は急速に消えさった。マスコミにおいても、1989年の東京・埼玉連続幼女誘拐殺人事件から2004年の奈良小1女児殺害事件にいたる事件に際し、犯人は「少女愛者」と報道されており、そのような事情もあって、特に1990年代からいっそう否定的なイメージを一般に持たれるようになっている。

## 歴史上の少女愛者
性犯罪者は除く。そう思われる者及びその傾向があると推定される者。ただし、「彼(女)は少女愛者である」「彼(女)は少女愛者ではない」というのは単純には言えず、この項に名前が記されている者も、様々な逸話などからそう仮定される者である。当時の歴史的・文化的背景もあり、一概には言えない場合もある。
- 石虎（劉曜の12歳になる娘と結婚）
- ムハンマド（妻アイーシャ自らの言葉として「9歳の時に正式に結婚」とある[2]）
- 川端康成（川端自身が自伝作品の中で、「私の恋」の対象は、「いつも子供と大人との間くらゐの年頃の女に限られてをります」と言及している[3]。）

## 関連書物
日本では1980年代から「少女愛」を名乗る書物が現れる。
- なすび文庫編集部編　『告白・少女愛』シリーズ10巻　鷹書房, 1983年－1985年
- なすび文庫編集部編　『禁じられた性告白　少女愛 総集編 3-4 』鷹書房 1994年-1995年
- 宮島鏡　『少女愛』 作品社、2005年5月
- 藤田博史「少女愛のアヴァタール」　ユリイカ 1992年4月号収録（ルイス・キャロル特集）
- 中島一夫「「グランド・フィナーレ」を少女愛（ロリコン）抜きで!」新潮 2005年7月号収録